# Comune di Kalundborg
Il comune di Kalundborg è un comune danese situato nella regione della Selandia con sede amministrativa nella cittadina omonima.
Il comune è stato riformato in seguito alla riforma amministrativa del 1º gennaio 2007 accorpando i precedenti comuni di Bjergsted, Gørlev, Hvidebæk e Høng.

## Centri abitati
I centri abitati principali del comune sono:
- Kalundborg (16 558)
- Høng (4 338)
- Gørlev (2 378)
- Svebølle (2 288)

## Economia
Nel comune vi è un'importante sede produttiva dell'azienda farmaceutica Novo Nordisk, che ha contribuito in modo significativo alla riduzione della disoccupazione del territorio comunale.